# Grand chancelier hospitalier
Pour les articles homonymes, voir Grand chancelier.
Le grand chancelier occupait un poste élevé dans la hiérarchie de l'ordre de Saint-Jean de Jérusalem. Grand chancelier était la dignité affectée, à partir de 1462, au pilier de la langue de Castille, né de la scission de la langue d'Espagne.
Il existait précédemment, en 1126 et 1136, une charge de chancelier qui disparait ensuite. La charge fut rétablie avec le chapitre général de 1314 dont le statut était celui de bailli conventuel. Pierre de l'Ongle est le premier titulaire en 1316 à avoir laissé son nom. Au poste de grand chancelier est attachée la mémoire d'André d'Amaral, pendu pour trahison au siège Rhodes en 1522. Mais cette fonction est en concurrence avec celle de vice-chancelier, fonction attachée au couvent et illustrée par Guillaume Caoursin qui ne fit jamais profession de frère.

## Sources
- Nicole Bériou (dir. et rédacteur), Philippe Josserand (dir.) et al. (préf. Anthony Luttrel & Alain Demurger), Prier et combattre : Dictionnaire européen des ordres militaires au Moyen Âge, Fayard, 2009, 1029 p. (ISBN 978-2-2136-2720-5, présentation en ligne)